# Trofoblast
Trofoblást je stena blastociste, skozi katero se prehranjuje embrioblast in ki se diferencira v zunanji sinciciotrofoblast ter notranji citotrofoblast.

## Razvoj
Blastocista je skupek celic, ki obdajajo centralno, s tekočino zapolnjeno votlino, blastocel. Notranja skupina celic blastociste tvori embrioblast, iz katerega se kasneje razvije zarodek, celice, ki kot obod obdajajo blastocel, pa tvorijo trofoblast. Ko se blastocista pritrdi na površino maternične sluznice (endometrija), se pričnejo celice trofoblasta na mestu stika z maternično sluznico intenzivno deliti. Nekatere od njih se zlivajo ter tvorijo sinciciotrofoblast. Nasprotno pa celice pod sinciciotrofoblastom ohranijo plazemsko membrano in jih imenujemo citotrofoblast. Celice sinciciotrofoblasta so zelo invazivne, hitro prodirajo v sluznico in postopoma popolnoma obdajo zarodek (sredi 2. tedna razvoja); 10. do 12. dan razvoja je zarodek popolnoma ugnezden. Iz trofoblasta se kasneje tvori posteljica.